# コンピュータサービス技能評価試験
コンピュータサービス技能評価試験（コンピュータサービスぎのうひょうかしけん、別名CS試験）は、企業の職務遂行に必要なコンピュータの活用能力を評価するために、企業実務に即した情報処理の知識や技能を客観的に評価する検定試験である。情報処理業務に従事する者の社会的地位の向上を図ることを目的として実施されている。
厚生労働省所管の特別民間法人中央職業能力開発協会（JAVADA）が試験を実施する。

国家資格ではないものの、中央省庁が認定した団体が実施する試験であるため、公的な検定試験と位置付けられている。
主な受験者層として職業訓練施設などでコンピュータの操作方法を学習している者を想定しているが、受験資格はこれに限定されないため、誰もが受験することが可能である。
試験はワープロ部門、表計算部門、情報セキュリティ部門の3部門がある。

ワープロ部門と表計算部門については1級、2級、3級に分かれている。

かつてはデータベース部門、オフィスドキュメント部門、PCドライビング部門などもあったが廃止された。

## 試験形式
都道府県職業能力開発協会が指定した会場にて随時実施される。

いずれの試験もCBT方式で実施される。
ワープロ部門
全ての階級で実技試験が課される（試験時間は1級と2級が60分、3級は50分）。

1級では筆記試験（20分）も課される。
表計算部門
全ての階級で実技試験が課される（試験時間は1級が90分、2級が60分、3級は45分）。

1級では筆記試験（20分）も課される。
情報セキュリティ部門
四肢択一式の問題が50問出題される。制限時間は60分。

難易度は国家試験の情報処理安全確保支援士試験や情報セキュリティマネジメント試験よりは低いとされる。

## 合格基準
ワープロ部門
- 1級は「実技科目32点以上」「筆記科目8点以上」「総合得点70点以上」の3つの条件を全て満たした場合のみ合格となる[2]。
- 2級、3級は100点満点中70点以上で合格となる。

表計算部門
- 1級は「実技科目32点以上」「筆記科目8点以上」「総合得点70点以上」の3つの条件を全て満たした場合のみ合格となる。
- 2級は各課題の得点が10点以上で、かつ総合得点が70点以上の場合のみ合格となる。
- 3級は100点満点中70点以上で合格となる。

情報セキュリティ部門
100点満点中80点以上で合格となる。

## 称号
ワープロ、表計算、情報セキュリティの各部門の合格者にはそれぞれワープロ技士、表計算技士、情報セキュリティ技士の称号が付与される。

例えば表計算部門1級の合格者には、表計算技士1級の称号が付与される。
なおかつては情報セキュリティ技士に関しては一度合格したら一生涯有効というわけではなく、更新制度（更新セミナーの受講が必須）が存在していたが、現在は他の部門と同様に一生涯有効な資格となっている。